# Little (Schiff, 1944)
Die USS Little (DD-803) war ein Zerstörer der Fletcher-Klasse der United States Navy. Sie war das zweite nach Captain George Little (1754–1809) benannte Schiff und wurde im August 1944 von der US-Marine in Dienst gestellt. Die Little sank am 3. Mai 1945 nach mehreren Kamikazetreffern.

## Technik
Für ausführliche Angaben siehe den Artikel zur Klasse: Fletcher-Klasse

### Rumpf und Antrieb
Der Rumpf der Little war 114,7 m lang und 12,2 m breit. Der Tiefgang betrug 5,4 m, die Verdrängung 2.100 ts. Der Antrieb des Schiffs erfolgte durch zwei Dampfturbinen von General Electric, der Dampf wurde in vier Kesseln von Babcock & Wilcox erzeugt. Die Leistung betrug 60.000 Wellen-PS, die Höchstgeschwindigkeit lag bei über 35 kn.

### Bewaffnung und Elektronik
Hauptbewaffnung der Little waren bei Indienststellung ihre fünf 5-Zoll/127-mm-Mark-30-Einzeltürme. Dazu kamen diverse Flugabwehrkanonen. Der Zerstörer war seit seiner Indienststellung mit Radar ausgerüstet. Am Mast über der Brücke waren eine SG- sowie eine SC-Radarantenne montiert, mit denen Flugzeuge in Entfernungen zwischen 15 und 30 Seemeilen und Schiffe in Entfernungen zwischen 10 und 22 Seemeilen geortet werden konnten.

## Geschichte
Die USS Little wurde am 13. September 1943 bei Seattle-Tacoma Shipbuilding in Seattle, US-Bundesstaat Washington auf Kiel gelegt. Nach der Taufe durch Mrs. Russell F. O’Hara lief der Zerstörer am 22. Mai 1944 vom Stapel und wurde am 19. August 1944 unter dem Kommando von Commander Madison Hall, Jr. in Dienst gestellt.
Nach ersten Trainingsfahrten vor der US-Westküste verließ die Little Seattle am 11. November 1944, um einen Nachschubkonvoi nach Pearl Harbor zu eskortieren. Am 23. November traf das Schiff in Hawaii ein, wo es an mehreren Übungen und Manövern teilnahm. Am 22. Januar 1945 setzte sie zusammen mit einigen LSTs Kurs auf Eniwetok, wo erste Vorbereitungen für die Invasion Iwo Jimas stattfanden. Am 15. Februar verließ die Little Saipan in Richtung der Landezonen.
Der Zerstörer traf am 19. Februar vor Iwo Jima ein und begann mit Küstenbeschießungen sowie der Unterstützung gelandeter Truppen. Am 24. Februar setzte die Little Kurs auf Saipan, am 4. März kehrte sie nach Iwo Jima zurück. Nach der Rückkehr nach Saipan am 14. März begannen die Vorbereitungen für die Landung auf Okinawa. Am 27. März fuhr der Zerstörer nach Okinawa, wo er ein Ablenkungsmanöver unterstützte. Nach der Beendigung des Täuschungsmanövers sicherte die Little Transporter und Landungsschiffe auf ihrem Weg zum Strand. Am 19. April wurde sie als Radarvorposten eingeteilt, bis zum 24. April blieb sie auf ihrem Posten, dann wurde in dem Stützpunkt der Kerama-Inseln Nachschub gebunkert.
Am 28. April kehrte die Little auf ihre Position als Radarvorposten zurück, begleitet von der Aaron Ward und vier kleineren Schiffen. Am 3. Mai gerieten die Schiffe in einen schweren Luftangriff, gegen 18:13 Uhr griffen 18 bis 24 Flugzeuge die Zerstörer aus der Wolkendecke heraus an. Um 18:41 Uhr wurde die Aaron Ward getroffen, unmittelbar darauf traf ein Kamikazeflugzeug die Backbordseite der Little. In den nächsten vier Minuten trafen drei weitere Kamikaze den Zerstörer. Mit gebrochenem Kiel und völlig gefluteten Maschinenräumen brach die Little um 19:55 Uhr auseinander und sank auf 26° 24′ 0″ N, 126° 15′ 0″ O. 30 Besatzungsmitglieder wurden beim Angriff getötet.
Die Little erhielt für ihren Einsatz während des Zweiten Weltkriegs zwei Battle Stars.